# Álex LeBarón
Álex LeBarón González (14 de julio de 1980) es un político mexicano de origen mormón, exmiembro del Partido Revolucionario Institucional, ha sido diputado al Congreso de Chihuahua y diputado federal desde 2015.

## Biografía
Álex LeBarón es miembro de la familia del mismo apellido, perteneciente a la comunidad de emigrantes mormones que se asentaron en el noroeste del estado de Chihuahua desde finales del siglo XIX. Sin embargo su familia pertenece a una rama disidente de la Iglesia de Jesucristo de los Santos de los Últimos Días, que en 1924 y liderada por Alma Dayer LeBaron, se separó por estar en desacuerdo con la prohibición de la poligamia. Dicha comunidad formó en 1955 una nueva organización denominada Iglesia del Primogénito de la Plenitud de los Tiempos, fundada por Joel LeBaron y establecida en la denominada Colonia Le Barón, en el municipio de Galeana, Chihuahua.
Álex LeBarón es licenciado en Administración de Empresas egresado de la Universidad Estatal de Nuevo México en Las Cruces; tiene además estudios de diplomados en el Instituto Tecnológico y de Estudios Superiores de Monterrey.
Se dedicó a actividades privadas como administrador y propietario de diversas agroindustrias establecidas por su familia; como tal inició su actividad política como miembro de la Confederación Nacional Campesina del PRI, del que llegó a ser consejero nacional y secretario técnico en Chihuahua. Fue además participante en las campañas electorales del PRI y consejero político nacional en 2013.
En 2010 fue elegido diputado al Congreso de Chihuahua, permaneciendo en el cargo hasta 2013, y de ese año a 2015 fue delegado de la Comisión Nacional del Agua en Chihuahua.
Postulado candidato del PRI y electo diputado por el Distrito 7 de Chihuahua a la LXIII Legislatura de 2015 a 2018; donde es secretario de las comisiones de Cambio Climático y de Infraestructura, e integrante de las de Agricultura y Sistemas de Riego y de Recursos Hidráulicos.